# Saramaccapolder
Saramaccapolder – miasto w dystrykcie Wanica, w Surinamie. Według danych na rok 2012 miasto zamieszkiwało 10217 osób, a gęstość zaludnienia wyniosła 364,9 os./km².

## Demografia
Ludność historyczna:
| Rok                           | 2004  | 2012  |
| ----------------------------- | ----- | ----- |
| Ludność                       | 7789  | 10217 |
| Gęstość zaludnienia os./km²   | 278,2 | 364,9 |
| Roczna zmiana liczby ludności | +3,4% | +3,4% |

## Klimat
Klimat jest tropikalny. Średnia temperatura wynosi 23°C. Najcieplejszym miesiącem jest wrzesień (25°C), a najzimniejszym miesiącem jest czerwiec (22°C). Średnie opady wynoszą 2492 milimetrów rocznie. Najbardziej wilgotnym miesiącem jest maj (404 milimetry deszczu), a najbardziej suchym miesiącem jest wrzesień – 86 milimetrów. 